# David Cope
Pour les articles homonymes, voir Cope.
David Cope, né le 17 mai 1941 à San Francisco et mort le 4 mai 2025, est un auteur, compositeur, scientifique américain et professeur émérite de musique à l'UC Santa Cruz. Ses principaux domaines de recherche concernent l’intelligence artificielle et la musique ; il écrit des programmes et des algorithmes capables d’analyser la musique existante et de créer de nouvelles compositions dans le style de la musique d’origine. Il a animé l'atelier d'été Workshop in Algorithmic Computer Music (WACM) ainsi qu'un cours de formation générale intitulé Intelligence artificielle et musique pour les étudiants inscrits à l'UCSC. Cope est également cofondateur et directeur technique émérite de Recombinant Inc., une société de technologie musicale.

## Inventions
Cope est l'inventeur du brevet américain « Algorithme de composition musicale recombinante et procédé d'utilisation de celui-ci », qu'il a déposé en 2006.

## Composition
Son logiciel EMI (Experiments in Musical Intelligence) a produit des œuvres dans le style de divers compositeurs,, dont certaines ont été enregistrées commercialement — allant de pièces courtes à des opéras complets.
Son programme ultérieur, Emily Howell, modélise la créativité musicale en se basant sur les types de créativité décrits par Margaret Boden dans son livre The Creative Mind: Myths and Mechanisms.
En tant que compositeur, le travail de Cope a englobé des styles variés, du traditionnel à l'avant-garde, et de techniques, telles que les techniques de jeu étendues, les instruments de musique expérimentaux et les échelles microtonales, y compris un système de 33 notes en intonation juste qu'il a lui-même développé. Plus récemment, toutes ses compositions originales ont été écrites en collaboration avec l’ordinateur, à partir de ses œuvres antérieures. Il recherche la synergie entre la créativité du compositeur et l’algorithme informatique comme principale direction créative.

### Ouvrages
- (en) Computers and Musical Style, Madison, A-R Editions, 1991.
- (en) Experiments in Musical Intelligence, Madison, A-R Editions, 1996.
- (en) Techniques of the Contemporary Composer, New York, Schirmer Books, 1997.
- (en) New Directions in Music, Prospect Heights, Waveland Press, 2000, 7e éd.
- (en) The Algorithmic Composer, Madison, A-R Editions, 2000.
- (en) Virtual Music: Computer Synthesis of Musical Style, Cambridge, MIT Press, 2001.
- (en) Computer Models of Musical Creativity, Cambridge, MIT Press, 2006.
- (en) Hidden Structure: Music Analysis Using Computers, Madison, A-R Editions, 2008.
- (en) A Musicianship Primer, San Francisco, Epoc Books, 2012.
- (en) Ethics of Computer-Assisted Music, Coppell, 2022.